# 사카이 다쿠미
사카이 다쿠미(일본어: 酒井 匠, 1998년 6월 25일~)는 일본의 축구 선수이다.

## 구단 경력
그는 2021년 일본 풋볼 리그의 라인미어 아오모리에 입단했고, 2년동안 팀에서 뛰었다. 2023년 J3리그의 FC 오사카로 이적했다. 2023년 7월 J2리그의 로아소 구마모토로 이적했다. 2024년 8월 J3리그의 후쿠시마 유나이티드 FC로 이적했다.